# Operation PLUTO
Die Operation PLUTO (Pipe-Lines Under The Ocean) war eine Operation von britischen Wissenschaftlern, um Kraftstoff durch eine unterseeisch verlaufende Pipeline von Großbritannien durch den Ärmelkanal nach Frankreich zu transportieren. Der Plan wurde von Arthur Hartley, dem Chefingenieur der Anglo-Iranian Oil Company (AIOC), entwickelt, nachdem er von Admiral Louis Mountbatten konzipiert worden war.

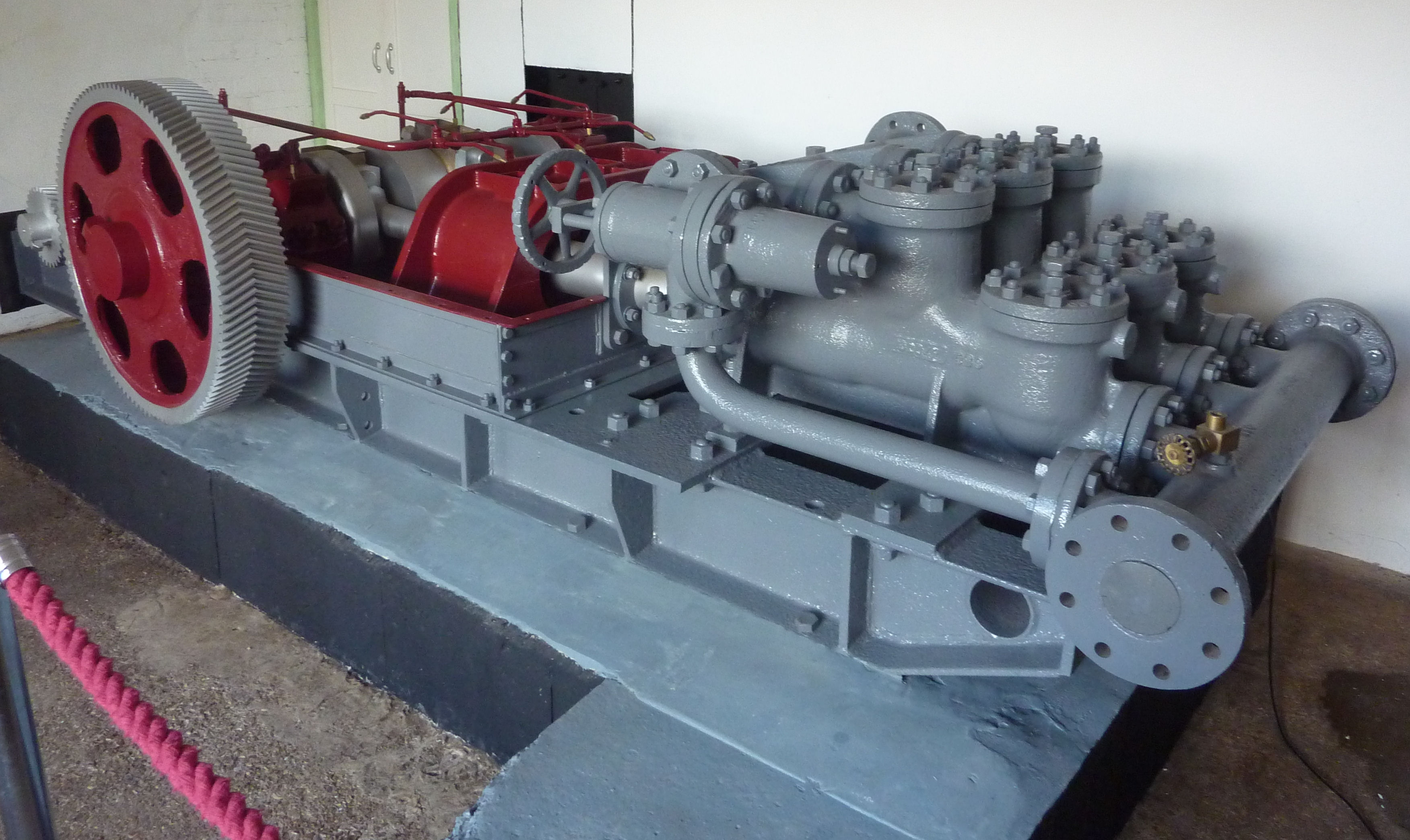
Pumpstation von PLUTO auf der Isle of Wight

Die ersten Prototypen der Pipeline wurden im Mai 1942 durch den Flusslauf des Medway und im Juni durch den Firth of Clyde erfolgreich getestet. Danach wurde mit der Produktion begonnen.
Die erste Pipeline wurde am 12. August 1944 zwischen der Isle of Wight und Cherbourg gelegt; sie war 70 Seemeilen (130 Kilometer) lang und hatte einen Durchmesser von 76 mm. 
Am 10. Oktober 1944 wurde eine Pipeline von Dungeness nach Cherbourg (und noch später auch durch die Straße von Calais) gelegt. Schlepper zogen riesige Trommeln (Conundrum genannt), die jeweils bis zu 80 Seemeilen Rohr aufnehmen konnten, über den Kanal und spulten dabei mehrlagig aufgebaute Rohrleitungen über eine Länge von 67 Seemeilen ab, wonach diese miteinander verbunden und auf dem Meeresgrund verlegt wurden. Die Operation war sorgfältig vorbereitet und innerhalb von zehn Stunden beendet.
Die Leistung der Pipeline lag im Januar 1945 bei etwa 300 Tonnen Treibstoff pro Tag; sie wuchs danach in Spitzenzeiten auf mehr als 1,35 Millionen Gallonen (etwa 6,14 Millionen Liter) pro Tag. Insgesamt wurden bis zum Tag der deutschen Kapitulation 651 Millionen Liter Treibstoff durch die Pipeline gepumpt. Neben den Mulberry-Häfen gilt PLUTO als eine der größten militärischen Ingenieurleistungen der Geschichte.
Mit den Pipelines vermieden die Alliierten, Tankschiffe durch deutsche Angriffe (z. B. von U-Booten) im Ärmelkanal zu verlieren.
Das Central Europe Pipeline System geht auf dieses Pipelinesystem zurück.

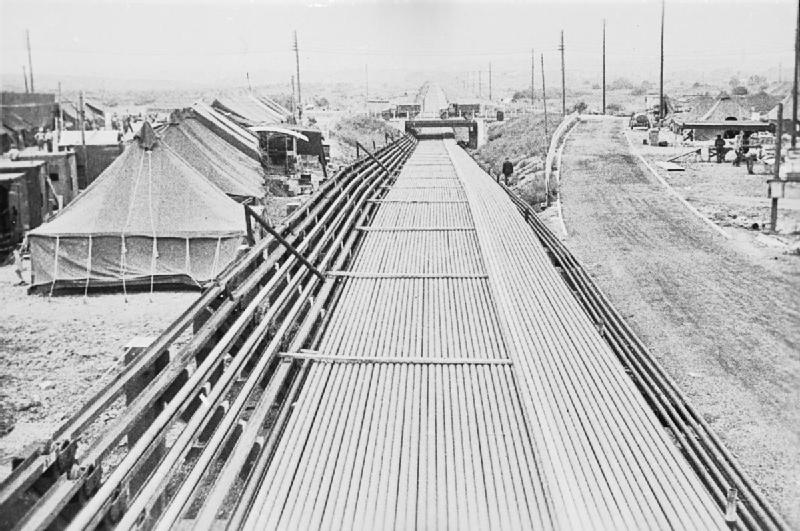
Vorbereitete Pipeline
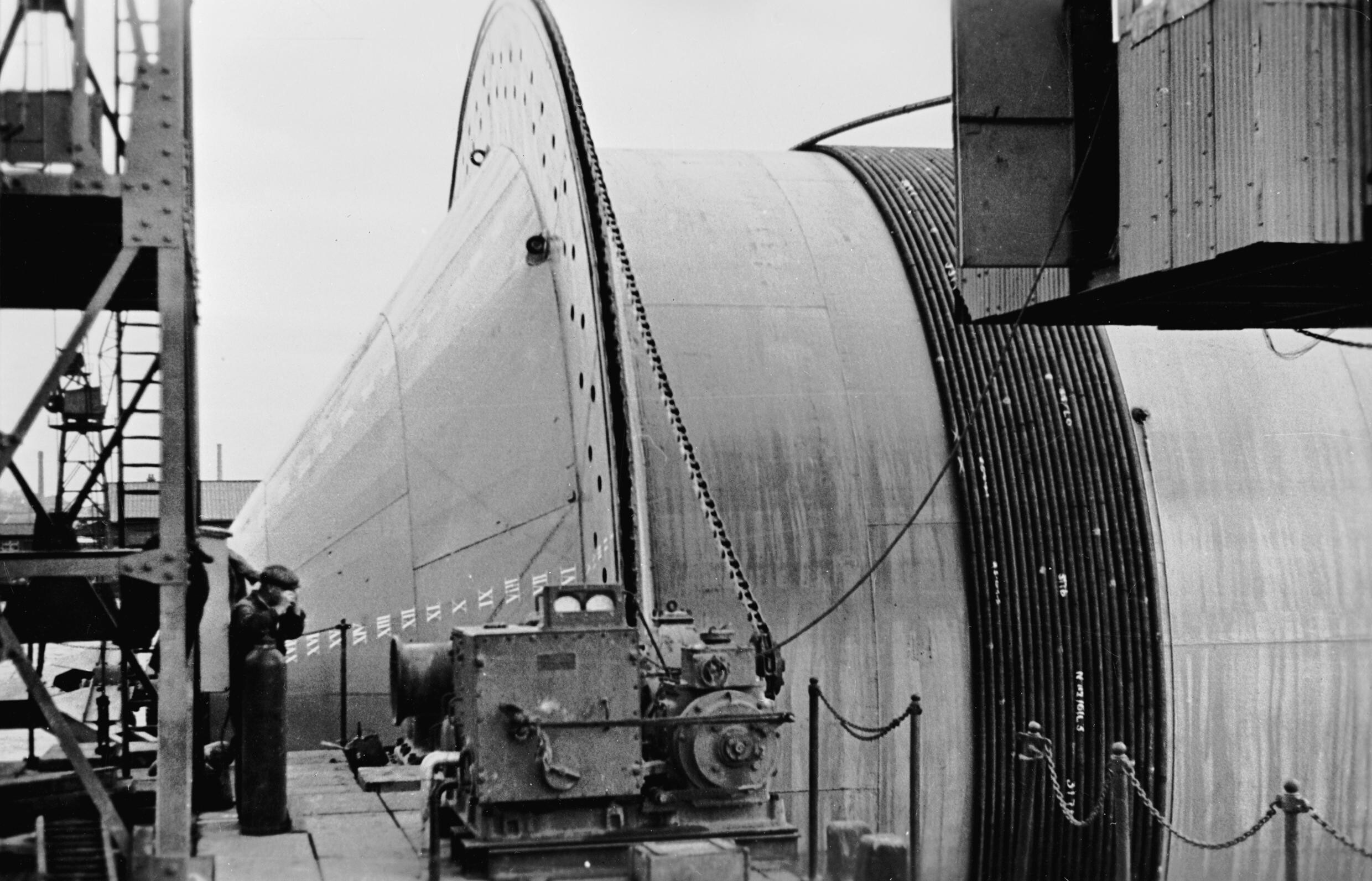
Aufrollen auf die Conundrum
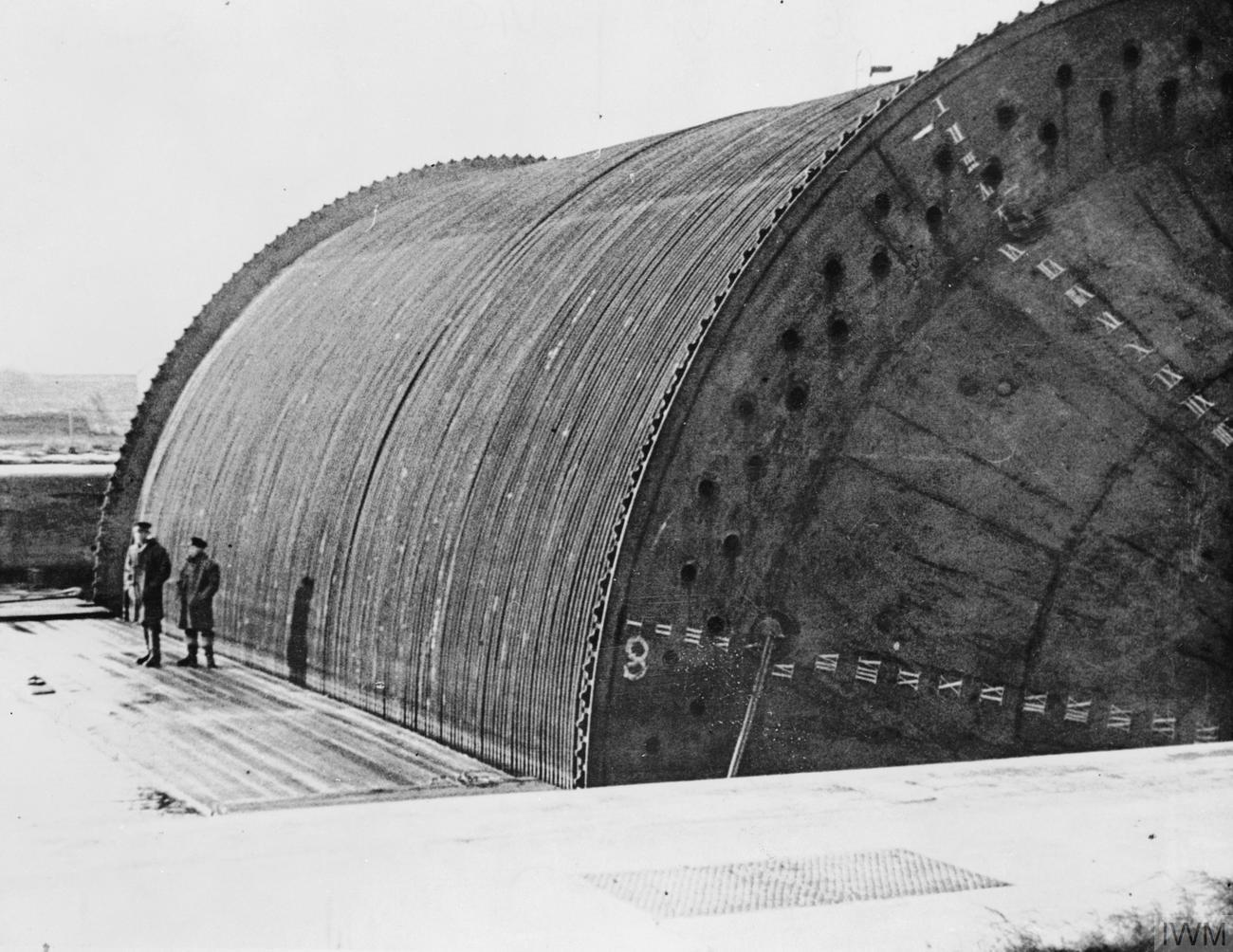
Fertige Conundrum
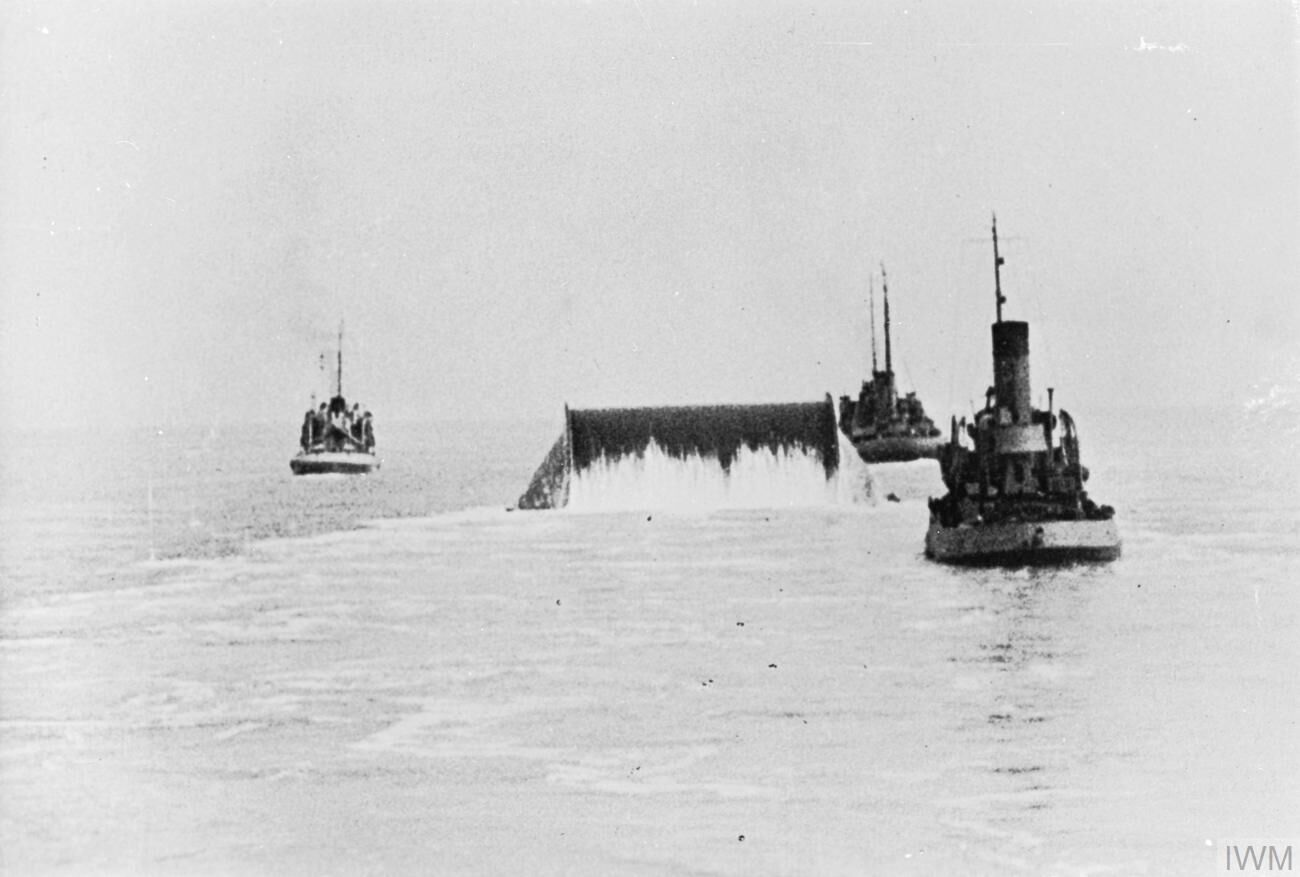
Verlegung
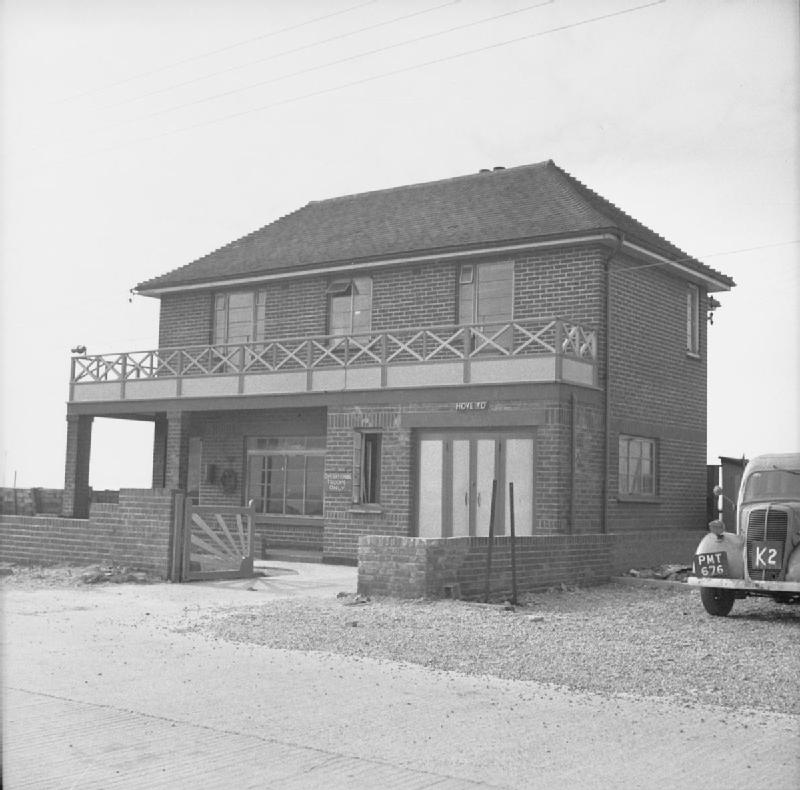
Pumpstation an der Südküste Englands
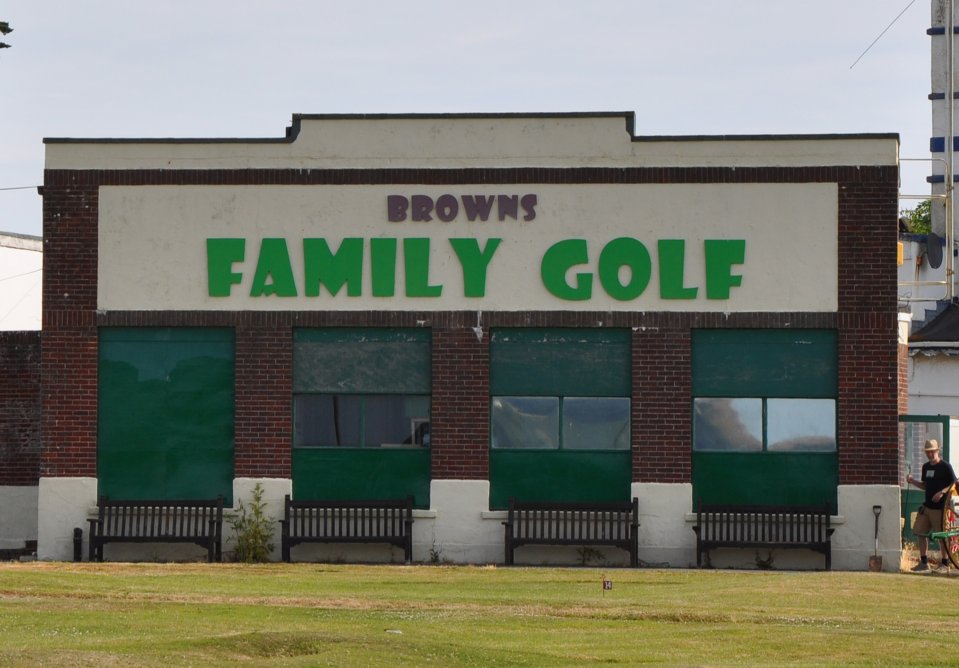
Die ehemalige Pumpstation in Sandown (Isle of Wight), ursprünglich getarnt als Brown's Ice Cream